# Sommer-Paralympics 2024/Teilnehmer (Togo)
| stlisierte Goldmedaille | stlisierte Silbermedaille | stlisierte Bronzemedaille |
| ----------------------- | ------------------------- | ------------------------- |
| —                       | —                         | —                         |

Togo entsandte für die Paralympischen Spiele 2024 in Paris einen Leichtathleten.

## Teilnehmer

### Leichtathletik
| Athleten           | Klassifizierung | Wettbewerb | Finale      | Finale |
| Athleten           | Klassifizierung | Wettbewerb | Weite       | Rang   |
| ------------------ | --------------- | ---------- | ----------- | ------ |
| Männer             |                 |            |             |        |
| Ayao Severin Kansa | T47             | Hochsprung | 1,88 m (PB) | 10     |

PB: Persönliche Bestleistung